# Перелік оригінального контенту Netflix
Netflix — американський глобальний інтернет-провайдер потокового мовлення, який розповсюджує ряд оригінальних телевізійних шоу, у тому числі оригінальні серіали, програми, мінісеріали, документальні та художні фільми. Оригінальна продукція Netflix також включає продовження скасованих серіалів інших мереж, а також ліцензування або спільне виробництво контенту міжнародних мовників для ексклюзивного мовлення на інших територіях, що також брендується в цих регіонах як оригінальний контент Netflix. Раніше Netflix робив контент через Red Envelope Entertainment. З того часу компанія збільшила об'єм оригінального контенту.
Нижче приведений перелік оригінального контенту Netflix.

## Англійськомовний контент

### Драма
| Назва                 | Жанр                                | Прем'єра         | Сезони                | Тривалість серій | Джерела             |
| --------------------- | ----------------------------------- | ---------------- | --------------------- | ---------------- | ------------------- |
| Дивні дива            | Наукова фантастика/Горор            | 15 липня 2016    | 4 сезони, 34 епізоди  | 42–150 хв        | [ 1 ] [ 2 ]         |
| Корона                | Історична драма                     | 4 листопада 2016 | 4 сезони, 40 епізодів | 47–61 хв         | [ 3 ] [ 4 ]         |
| Академія Амбрелла     | Супергеройський бойовик             | 15 лютого 2019   | 3 сезони, 30 епізодів | 40–60 хв         | [ 5 ]               |
| Вірджин-Рівер         | Романтика                           | 6 грудня 2019    | 4 сезони, 42 епізодів | 40–49 хв         | [ 6 ] [ 7 ]         |
| Відьмак               | Фентезі, драма                      | 20 грудня 2019   | 2 сезони, 16 епізоди  | 47–67 хв         | [ 8 ]               |
| Ключі Локків          | Фантастика жахів/Надприродний горор | 7 лютого 2020    | 3 сезони, 28 епізодів | 33–57 хв         | [ 9 ] [ 10 ] [ 11 ] |
| Зовнішні мілини       | Драма про дорослішання              | 15 квітня 2020   | 2 сезони, 20 епізодів | 42–61 хв         | [ 12 ]              |
| Солодкі магнолії      | Романтика                           | 19 травня 2020   | 2 сезони, 20 епізодів | 43–54 хв         | [ 13 ]              |
| Кров і Вода           | Підліткова драма                    | 20 травня 2020   | 2 сезони, 13 епізодів | 43–53 хв         | [ 14 ]              |
| Монахиня-воїн         | Фентезі                             | 2 липня 2020     | 1 сезон, 10 епізодів  | 37–50 хв         | [ 15 ]              |
| Молодий Валландер     | Детектив                            | 3 вересня 2020   | 2 сезони, 12 епізодів | 36–52 хв         | [ 16 ]              |
| Сестра Ретчед         | Психологічний трилер                | 18 вересня 2020  | 1 сезон, 8 епізодів   | 45–62 хв         | [ 17 ]              |
| Бріджертони           | Історико-романтичний роман          | 25 грудня 2020   | 2 сезони, 16 епізодів | 53–72 хв         | [ 18 ] [ 19 ]       |
| Доля: Сага Вінкс      | Підліткова драма/Фентезі            | 22 січня 2021    | 1 сезон, 6 епізодів   | 47–53 хв         | [ 20 ]              |
| Провулок Світлячків   | Драма                               | 3 лютого 2021    | 1 сезон, 10 епізодів  | 47–53 хв         | [ 21 ] [ 22 ]       |
| Джинні й Джорджія     | Драма про дорослішання              | 24 лютого 2021   | 1 сезон, 10 епізодів  | 52–58 хв         | [ 23 ]              |
| Тінь та кістка        | Фентезі/Драма                       | 23 квітня 2021   | 1 сезон, 8 епізодів   | 45–58 хв         | [ 24 ]              |
| Ласун                 | Фентезі/Драма                       | 4 червня 2021    | 1 сезон, 8 епізодів   | 37–53 хв         | [ 25 ]              |
| Секс/Життя            | Драма                               | 25 червня 2021   | 1 сезон, 8 епізодів   | 43–52 хв         | [ 26 ]              |
| Тримайся ближче       | Трилер                              | 31 грудня 2021   | 1 сезон, 8 епізодів   | 39–53 хв         | [ 27 ]              |
| З морозу              | Трилер                              | 28 січня 2022    | 1 сезон, 8 епізодів   | 41–53 хв         | [ 28 ]              |
| Вікінги: Вальгалла    | Історична драма                     | 25 лютого 2022   | 1 сезон, 8 епізодів   | 44–59 хв         | [ 29 ]              |
| Її частини            | Трилер                              | 4 березня 2022   | 1 сезон, 8 епізодів   | 42–62 хв         |                     |
| Останній автобус      | Наукова фантастика                  | 1 квітня 2022    | 1 сезон, 10 епізодів  | 30–40 хв         |                     |
| Коли завмирає серце   | Підліткова драма                    | 22 квітня 2022   | 1 сезон, 8 епізодів   | 26–33 хв         | [ 30 ]              |
| Дика краса            | Драма                               | 12 травня 2022   | 1 сезон, 6 епізодів   | 43–54 хв         |                     |
| Лінкольн для адвоката | Юридичний трилер                    | 13 травня 2022   | 1 сезон, 10 епізодів  | 45–55 хв         |                     |
| Перше вбивство        | Горор/Драма                         | 10 червня 2022   | 1 сезон, 8 епізодів   | 42–59 хв         |                     |
| Resident Evil         | Горор                               | 14 липня 2022    | 1 сезон, 8 епізодів   | 46–63 хв         |                     |

### Комедія
| Назва                                      | Жанр                                 | Прем'єра        | Сезони                | Тривалість серій | Джерела              |
| ------------------------------------------ | ------------------------------------ | --------------- | --------------------- | ---------------- | -------------------- |
| Сексуальна освіта                          | Комедія-драма                        | 11 січня 2019   | 3 сезони, 24 епізодів | 47–61 хв         | [ 38 ]               |
| Матрьошка                                  | Комедія                              | 1 лютого 2019   | 2 сезони, 15 епізодів | 25–33 хв         | [ 39 ]               |
| Я думаю, тобі слід піти з Тімом Робінсоном | Скетчком                             | 23 квітня 2019  | 2 сезони, 12 епізодів | 15–18 хв         | [ 40 ]               |
| Мертвий для мене                           | Чорний гумор/Драма                   | 3 травня 2019   | 2 сезони, 20 епізодів | 26–33 хв         | [ 41 ]               |
| Возз'єднання родини                        | Ситком                               | 10 липня 2019   | 4 частини, 34 епізоди | 24–34 хв         | [ 42 ]               |
| Я ніколи не…                               | Драма про дорослішання/Комедія-драма | 27 квітня 2020  | 2 сезони, 20 епізодів | 22–32 хв         | [ 43 ] [ 44 ] [ 45 ] |
| Емілі в Парижі                             | Комедія-драма                        | 2 жовтня 2020   | 2 сезони, 20 епізодів | 24–38 хв         | [ 46 ]               |
| Як зірвати Різдво                          | Комедія                              | 16 грудня 2020  | 2 сезони, 7 епізодів  | 42–57 хв         | [ 47 ]               |
| Апшо                                       | Ситком                               | 12 травня 2021  | 1 сезон, 10 епізодів  | 25–29 хв         | [ 48 ]               |
| Пугліві коти                               | Фентезі, комедія                     | 1 жовтня 2021   | 1 сезон, 9 епізодів   | 24–46 хв         |                      |
| Роз’єднаний                                | Комедія                              | 17 грудня 2021  | 1 сезон, 8 епізодів   | 25–36 хв         |                      |
| Жінка в домі навпроти дівчини у вікні      | Чорний гумор/Трилер                  | 28 січня 2022   | 1 сезон, 8 епізодів   | 22–29 хв         |                      |
| Мордувилівка                               | Кримінальний фільм/Реаліті-шоу       | 3 лютого 2022   | 1 сезон, 6 епізодів   | 29–35 хв         |                      |
| Вічно збентежений і спраглий коханні       | Комедія-драма                        | 18 березня 2022 | 1 сезон, 8 епізодів   | 20–24 хв         |                      |
| Super PupZ                                 | Дитяча комедія                       | 31 березня 2022 | 1 сезон, 9 епізодів   | 25–47 хв         |                      |
| Жорстка клітина                            | Мок'юментарі                         | 12 квітня 2022  | 1 сезон, 6 епізодів   | 24–27 хв         |                      |
| Пентаверт                                  | Комедія                              | 5 травня 2022   | 1 сезон, 6 епізодів   | 1–31 хв          |                      |
| Улюблений дурень бога                      | Офісна комедія                       | 15 червня 2022  | 1 сезон, 8 епізодів   |                  |                      |
| Людина проти бджоли                        | Комедія                              | 24 червня 2022  | 1 сезон, 10 епізодів  |                  |                      |
| Бу, суко                                   | Комедія                              | 8 липня 2022    |                       |                  |                      |
| Без зв'язку                                | Комедія                              | 29 липня 2022   |                       |                  |                      |
| Мо                                         | Комедія                              | 24 серпня 2022  |                       |                  |                      |

### Анімація

#### Аніме
| Назва              | Жанр                  | Прем'єра        | Сезони               | Тривалість серій | Джерела |
| ------------------ | --------------------- | --------------- | -------------------- | ---------------- | ------- |
| Кров Зевса         | Фентезі/Бойовик       | 27 жовтня 2020  | 1 сезон, 8 епізодів  | 25–37 хв         | [ 60 ]  |
| DOTA: Кров дракона | Темне фентезі/Бойовик | 25 березня 2021 | 2 книги, 16 епізодів | 26–28 хв         |         |

#### Доросла
| Назва                              | Жанр                      | Прем'єра          | Сезони                 | Тривалість серій | Джерела |
| ---------------------------------- | ------------------------- | ----------------- | ---------------------- | ---------------- | ------- |
| Великий рот                        | Драма про дорослішання    | 29 вересня 2017   | 5 сезонів, 51 епізод   | 25–46 хв         | [ 61 ]  |
| Розчарування                       | Історичне фентезі/Комедія | 17 серпня 2018    | 4 частини, 40 епізодів | 19–36 хв         |         |
| Любов, смерть і роботи             | Антологія                 | 15 березня 2019   | 3 томи, 35 епізодів    | 6–21 хв          |         |
| Володарі Всесвіту: Одкровення      | Наукове фентезі           | 23 липня 2021     | 2 частини, 10 епізодів | 22–32 хв         |         |
| Сила К'ю                           | Комедія                   | 2 вересня 2021    | 1 сезон, 10 епізодів   | 26 хв            |         |
| Тітка на вечірці в Чикаго          | Комедія                   | 17 вересня 2021   | 1 частина, 8 епізодів  | 22–25 хв         | [ 62 ]  |
| Adventure Beast                    | Повчальне/Комедія         | 22 жовтня 2021    | 1 сезон, 12 епізодів   | 16–20 хв         |         |
| Корпорація змов                    | Офісна комедія            | 22 жовтня 2021    | 1 частина, 10 епізодів | 26–31 хв         | [ 63 ]  |
| Розрив уздовж пунктирної лінії     | Комедія                   | 17 листопада 2021 | 1 сезон, 6 епізодів    | 16–22 хв         |         |
| Усі зіркові хіти суботнього ранку! | Комедія                   | 10 грудня 2021    | 1 сезон, 8 епізодів    | 19–28 хв         |         |
| Вартові справедливості             | Супергероїка              | 1 березня 2022    | 1 сезон, 7 епізодів    | 21–36 хв         |         |
| Людські ресурси                    | Комедія                   | 18 березня 2022   | 1 сезон, 10 епізодів   | 25–28 хв         | [ 61 ]  |

#### Дитяча й сімейна
| Назва                              | Прем'єра         | Сезони                | Тривалість серій | Джерела       |
| ---------------------------------- | ---------------- | --------------------- | ---------------- | ------------- |
| Принц Драконів                     | 14 вересня 2018  | 3 сезони, 27 епізодів | 24–33 хв         | [ 64 ] [ 65 ] |
| Гільда                             | 21 вересня 2018  | 2 сезони, 26 епізодів | 24–46 хв         | [ 66 ]        |
| Чарлі з наліпкового міста          | 22 березня 2019  | 4 сезони, 23 епізоди  | 14–25 хв         | [ 67 ]        |
| Зелені яйця та шинка: Друга порція | 8 листопада 2019 | 2 сезони, 23 епізоди  | 24–30 хв         |               |
| Айда! Айда! Корі Карсон            | 4 січня 2020     | 6 сезонів, 63 епізоди | 7–11 хв          |               |

## Арабськомовний контент

### Драма
| Назва                         | Жанр  | Прем'єра       | Сезони              | Тривалість серій | Джерела |
| ----------------------------- | ----- | -------------- | ------------------- | ---------------- | ------- |
| Школа Аль-Равабі для дівчаток | Драма | 12 серпня 2021 | 1 сезон, 6 епізодів | 44–52 хв         | [ 68 ]  |

### Комедія
| Назва                                  | Жанр               | Прем'єра       | Сезони              | Тривалість серій | Джерела |
| -------------------------------------- | ------------------ | -------------- | ------------------- | ---------------- | ------- |
| У пошуках Оли                          | Комедія-драма      | 3 лютого 2022  | 1 сезон, 6 епізодів | 46–55 хв         | [ 69 ]  |
| Любов, життя й все, що з цим пов'язане | Романтична комедія | 1 березня 2022 | 1 сезон, 8 епізодів | 19–36 хв         |         |

## Данськомовний контент
| Назва                | Жанр                                      | Прем'єра          | Сезони              | Тривалість серій | Джерела |
| -------------------- | ----------------------------------------- | ----------------- | ------------------- | ---------------- | ------- |
| Каштановий чоловічок | Кримінальна драма                         | 29 вересня 2021   | 1 сезон, 6 епізодів | 51–59 хв         |         |
| Ельфи                | Фентезі/Горор                             | 28 листопада 2021 | 1 сезон, 6 епізодів | 20–26 хв         |         |
| Обрана               | Драма про дорослішання/Наукова фантастика | 27 січня 2022     | 1 сезон, 6 епізодів | 41–49 хв         |         |
| Дитяча лихоманка     | Комедія-драма                             | 8 червня 2022     |                     |                  |         |

## Нідерландськомовний контент

### Драма
| Назва       | Жанр                            | Прем'єра       | Сезони              | Тривалість серій | Джерела |
| ----------- | ------------------------------- | -------------- | ------------------- | ---------------- | ------- |
| Невдаха     | Підліткове/Мюзикл/Комедія-драма | 16 жовтня 2021 | 1 сезон, 8 епізодів | 22–28 хв         |         |
| Dirty Lines | Драма                           | 8 квітня 2022  | 1 сезон, 6 епізодів | 43–51 хв         |         |

## Норвезькомовний контент

### Драма
| Назва    | Жанр                       | Прем'єра      | Сезони                | Тривалість серій | Джерела |
| -------- | -------------------------- | ------------- | --------------------- | ---------------- | ------- |
| Рагнарок | Фентезі/Супергероїка/Драма | 31 січня 2020 | 2 сезони, 12 епізодів | 40–54 хв         | [ 72 ]  |

## Польськомовний контент

### Драма
| Назва                 | Жанр          | Прем'єра        | Сезони              | Тривалість серій | Джерела |
| --------------------- | ------------- | --------------- | ------------------- | ---------------- | ------- |
| Sexify                | Комедія-драма | 28 квітня       | 1 сезон, 8 епізодів | 37–51 хв         | [ 73 ]  |
| Краковські чудовиська | Фентезі/Драма | 18 березня 2022 | 1 сезон, 8 епізодів | 49–55 хв         |         |

## Тайськомовний контент

### Драма
| Назва         | Жанр   | Прем'єра        | Сезони              | Тривалість серій | Джерела |
| ------------- | ------ | --------------- | ------------------- | ---------------- | ------- |
| Злам Бангкока | Трилер | 23 вересня 2021 | 1 сезон, 6 епізодів | 54–64 хв         | [ 74 ]  |